# Daniel Falconer
Daniel Falconer (* vor 1996) ist ein neuseeländischer Designer und Illustrator.

## Biografie
Falconer hat eine Ausbildung bei der Auckland University of Technology mit einem Graphic Design Major in Illustration absolviert und arbeitet für Weta Workshop am Entwurf von Filmen. Außerdem illustriert er freiberuflich Rollenspiele.
Falconer trat Weta Workshop 1996 bei, kurz bevor dieser das Filmprojekt Der Herr der Ringe übernahm, da er begeistert davon ist, Welten, Kulturen und Geschöpfe zu entwickeln.
Seine künstlerischen Werke zum Film Der Herr der Ringe sind neben Bildern von Alan Lee, John Howe und anderen in den drei Bänden der Der Herr der Ringe: Die Erschaffung eines Filmkunstwerkes-Reihe zu sehen.
Daniel Falconer besitzt außerdem ein tiefgreifendes Wissen über das Tolkiensche Universum, was ihm bei der Gestaltung des Filmes einigen Nutzen brachte.
Falconer lebt in Wellington.

## Filmografie
- 2001: Der Herr der Ringe: Die Gefährten
- 2002: Der Herr der Ringe: Die zwei Türme
- 2003: Der Herr der Ringe: Die Rückkehr des Königs
- 2005: King Kong
- 2005: Die Chroniken von Narnia: Der König von Narnia

## Bücher
- Daniel Falconer: Der Hobbit. Eine unerwartete Reise. Chronik 1. Kunst & Gestaltung. Klett-Cotta, Stuttgart 2012, ISBN 978-3-608-96051-8.
- Daniel Falconer: Der Hobbit. Eine unerwartete Reise. Chronik 2. Geschöpfe & Figuren. Klett-Cotta, Stuttgart 2013, ISBN 978-3-608-96052-5.
- Daniel Falconer: Der Hobbit. Smaugs Einöde. Chronik 3. Kunst & Gestaltung. Klett-Cotta, Stuttgart 2013, ISBN 978-3-608-96053-2.